# Rubus canadensis
Rubus canadensis — вид квіткових рослин із родини трояндових (Rosaceae).

## Біоморфологічна характеристика

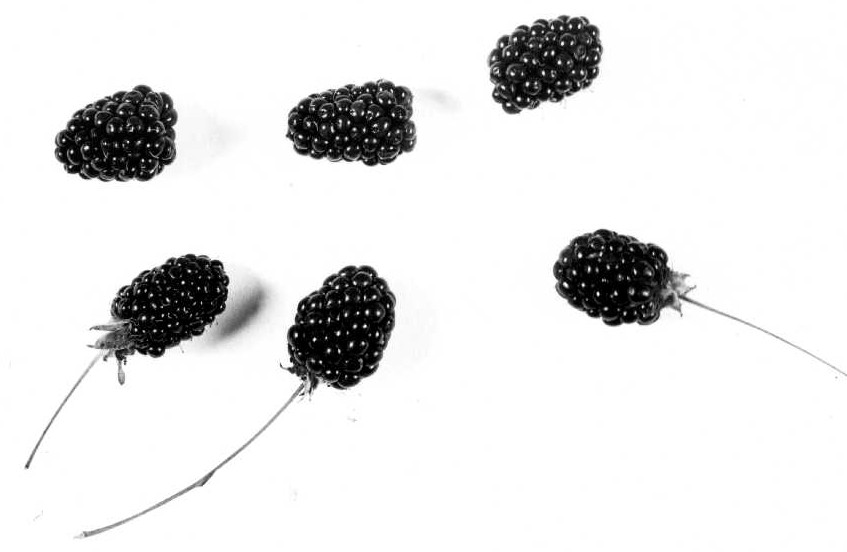
плоди

Це кущ 5–30 дм заввишки, неозброєний чи озброєний. Стебла дворічні (йдуть від дерев'янистого кореневища), дугоподібні, безволосі, не залозисті або рідко залозисті; колючки відсутні або рідкісні, випростані або злегка відставлені, тонкі, 2–5 мм, з вузькою або широкою основою. У перший рік на стеблах тільки листки, у другий рік з'являються квіти й вони відмирають після плодоношення. Листки опадні, зазвичай пальчасто складні, блискучі; листочків (3)5, кінцеві від яйцеподібних до еліптичних, (3)7–9(11) × (3)4–5(6) см, основа від закругленої до неглибоко серцеподібної, нелопатеві, краї від дрібно до грубо пилчасті або подвійно пилчасті, верхівка від загостреної до ослабленої, нижня поверхня з гачковими колючками на середніх жилах, безволоса чи запушена, залозиста. Суцвіття кінцеві, (5)15–25-квіткові, китицеподібні. Квітки двостатеві; пелюстки білі, від зворотно-яйцеподібних до еліптичних, рідше субокруглі, 8–22 мм. Плоди чорні, кулясті або коротко-циліндричні, 1–2 см; кістяночок 10–75. 2n = 14, 21. Період цвітіння: травень — липень.

## Ареал
Зростає у східній частині США та східній частині Канади і Сен-П'єр і Мікелоні; інтродукований до Європи.
Населяє гірські високогір'ї, прохолодні, затінені проміжні райони в межах широколистяних і бореальних лісів, окрайці озер і лісів; на висотах 0–2000 метрів.

## Використання
Плоди вживаються сирими чи вареними в пирогах, джемах тощо. Смак солодкий, соковитий і насичений. Стебла і плоди і відвар кореня використовують при лікуванні дизентерії.
Рослина має хороші протиерозійні властивості. Задовільно росте на безплідних і неродючих ґрунтах, займає еродовані ділянки. Утворюючи великі й майже непрохідні зарості, він забезпечує чудове укриття для дикої природи та місць гніздування дрібних птахів.
Цей вид бере участь у виникненні численних сортів ожини. Цінується за високу морозостійкість. Із плодів отримують барвник від пурпурного до тьмяно-синього.